# Bajt Sahur
Bajt Sahur (arabsky يت ساحور‎, doslova „dům pastýřů“, hebrejsky בית סאחור‎) je město a křesťanské poutní místo v betlémském guvernorátu státu Palestina na Západním břehu Jordánu, stojící přibližně 10 kilometrů jižně od Jeruzaléma. Žije zde přes přibližně 15 tisíc obyvatel.

## Historie
Stopy osídlení ze třetího až čtvrtého století tradice spojuje se svatou Helenou, která zde měla založit jeden z prvních kostelů. Dochovaly se fragmenty sloupů a mozaikové podlahy, které archeologové zdokumentovali v letech 1978–1980, později byly odhaleny také základy byzantské baziliky v blízkosti jeskyní, obývaných prvními přistěhovalci. Bylo to několik muslimských a křesťanských rodin z Wádí Musa poblíž Petry (v dnešním Jordánsku).
Místní tradice zaznamenala osídlení až od 14. století. Do Osmanské říše byl Bajt Sahur se zbytkem Palestiny začleněn v roce 1517. Při sčítání lidu v roce 1525/26 měl jen 5 křesťanských a 7 muslimských domácností. 
Další křesťanská komunita přišla z území říše Ghássánovců v 17. století a v 18. století z Rašdy v Egyptě. Přesto zůstávaly křesťanské rodiny v menšině až do let 1839–1841, kdy tři čtvrtiny muslimů z Palestiny vymřely v armádě Ibrahíma Paši v egyptsko-turecké válce.
Františkáni z Kustodie Svaté země zde sídlili a sloužili bohoslužby v jeskyni u Pole pastýřů od 16. století. V roce 1864 byl dokončen nový římskokatolický kostel a škola. 
V roce 1870 zde žilo 37 „Latinů“ (katolíků) v 11 domech a ve 48 domech 187 „Řeků“, kteří se hlásili k ortodoxní církvi.
V roce 1883 byl Bejt Sahur popsán jako předměstí Betléma, ležící na hřebeni kopce se širokou náhorní plošinou Pole pastýřů... s malým řeckým kostelem v jeskyni, podzemní kaplí, přístupnou po 20 schodech a obsahující obrazy a mozaiku. Nad klenbou této kaple byly ruiny s latinským oltářem. K ní patřil moderní dům kurie. 
V roce 1896 byla populace obce odhadována na 861 osob a do roku 1945 vzrostla na 2 770 (370 muslimů a 2 400 křesťanů). Po arabsko-izraelské válce z roku 1948 a po dohodě o příměří z roku 1949 se Bajt Sahur dostal pod jordánskou nadvládu a v roce 1961 jeho populace dosáhla 5 316 obyvatel. Od šestidenní války v roce 1967 patří k Izraeli.

## Památky
- Základy dvou staveb byzantské baziliky ze 4.–5. století, pobořené v 6. a 7. století[4]
- Řecký ortodoxní kostel Zvěstování Panny Marie melchitské ortodoxní církve jeruzalémského patriarchátu; při něm sídlí řecký ortodoxní klášter San Saba.
- Kaple Zvěstování pastýřům Gloria in excelsis deo, kterou projektoval Antonio Barluzzi (1953). Stojí na jedné z jeskyní, která tvoří podzemní kapli. Má tvar byzantské centrální stavby na půdorysu řeckého kříže s kupolí uprostřed a čtyřmi apsidami v koutech. Nad vstupním průčelím je drobná zvonice ve tvaru štítu se třemi oblouky a v nich třemi zvony. Vnější silueta kaple bývá přirovnávána ke stanu nomádů, k nimž pastýři patřili.[5] Uvnitř jsou na stěnách reliéfy a v apsidách tři velkoformátové freskyː Zjevení betlémské hvězdy pastýřům na poli; Andělské zvěstování klečícím pastýřům o Svaté noci; Adorace Páně s pastýři v betlémské jeskyni. Kapli spravují františkáni.
- Kašna pastýřů – je napájena z historické cisterny
- Herodion – opevněný palác judského krále Heroda I. († 4 př. n. l.) – s Herodovou hrobkou; z Pole pastýřů je výhled na jeho ruiny na protějším kopci.

## Galerie

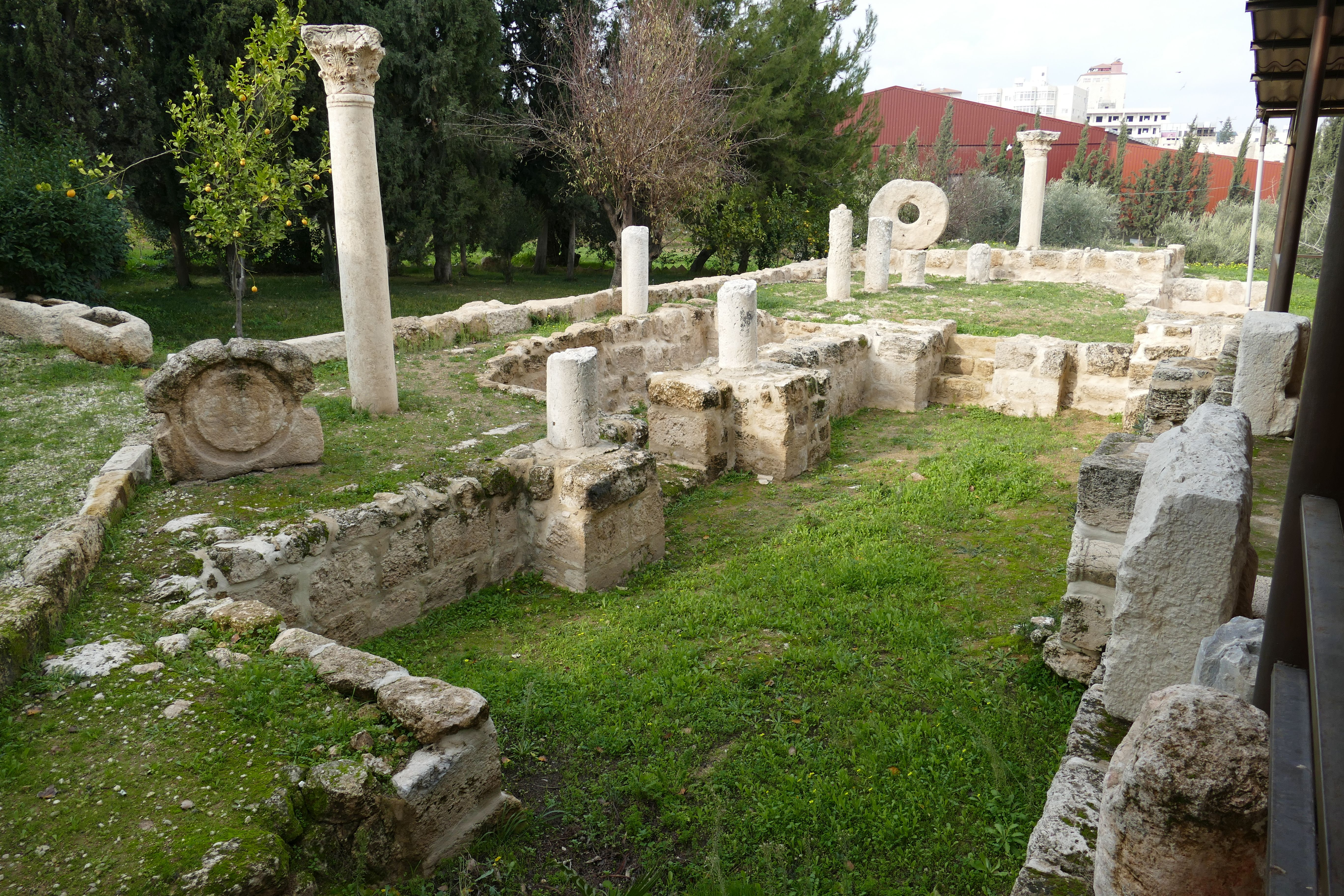
Základy byzantské baziliky
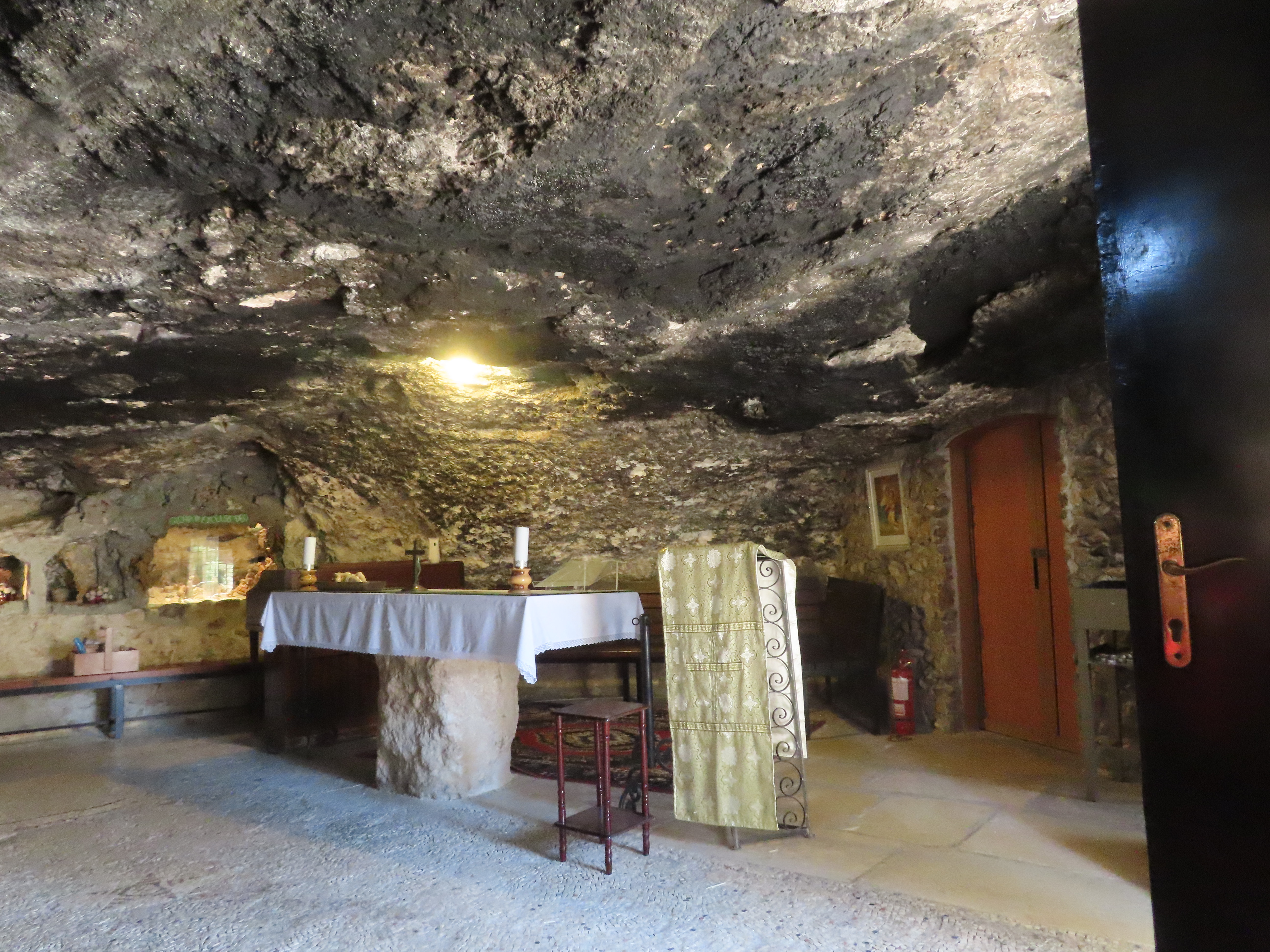
Jeskyně pod kostelem
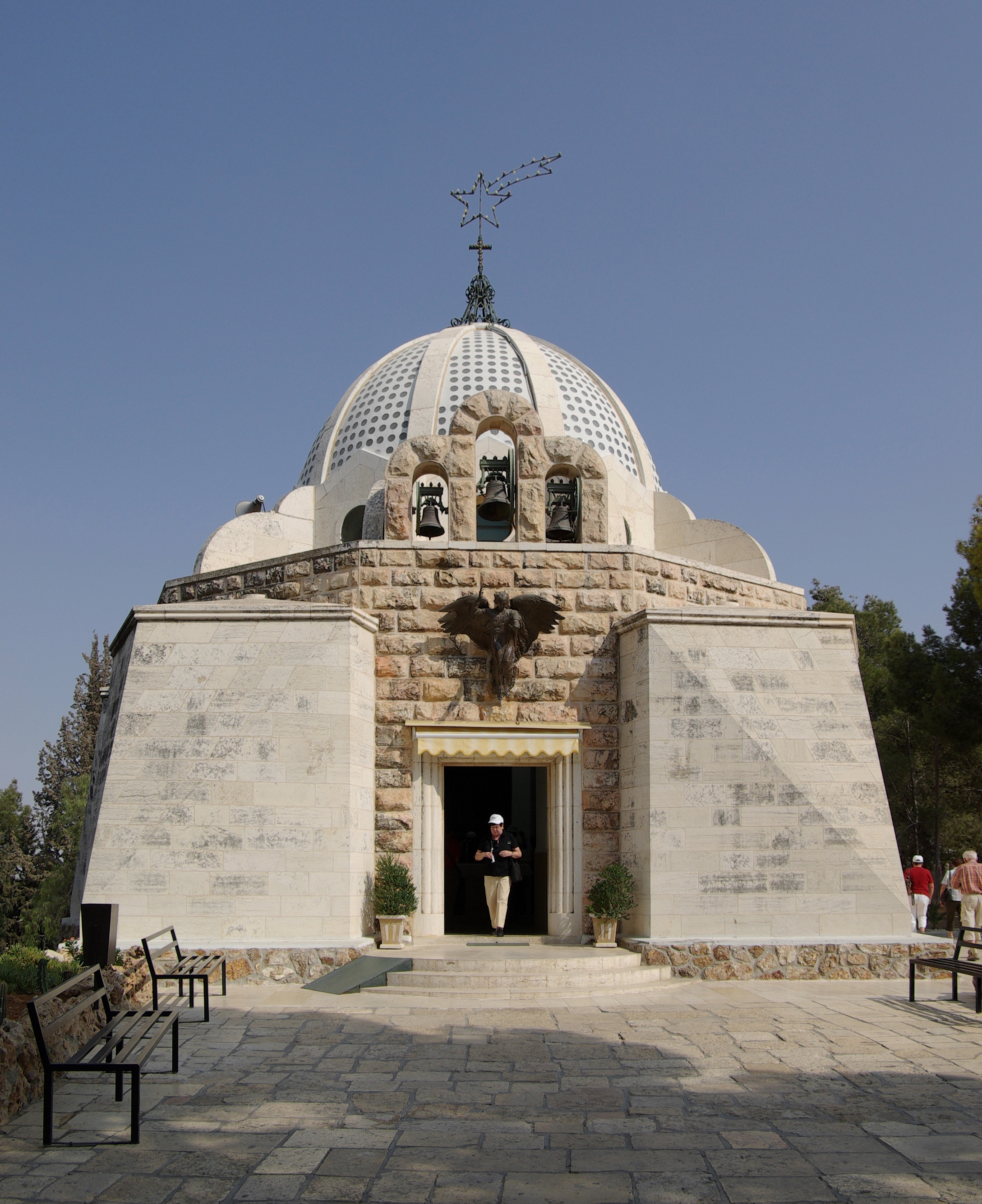
Kaple Zvěstování pastýřům
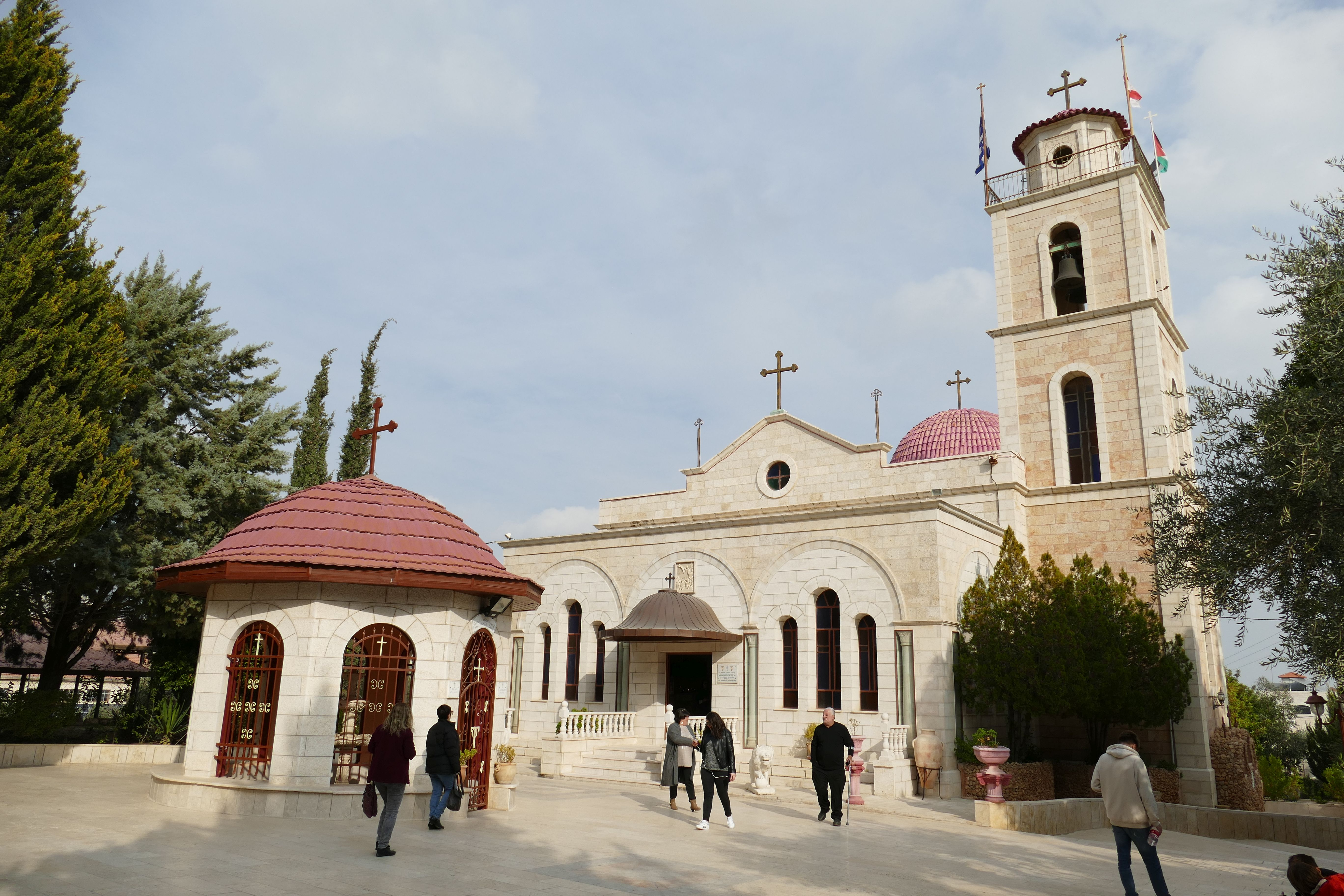
Řecký ortodoxní kostel
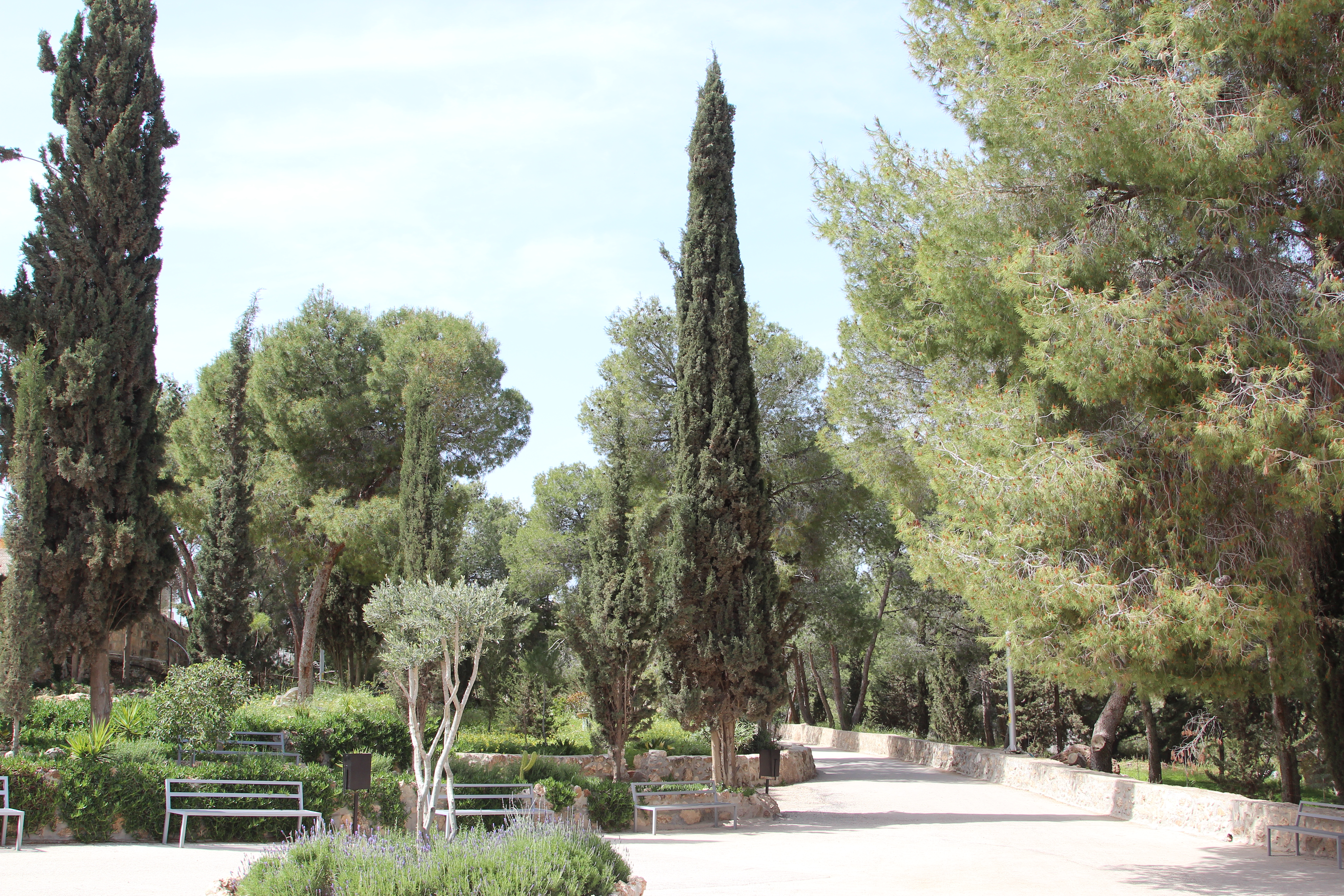
Zahrady na Poli pastýřů
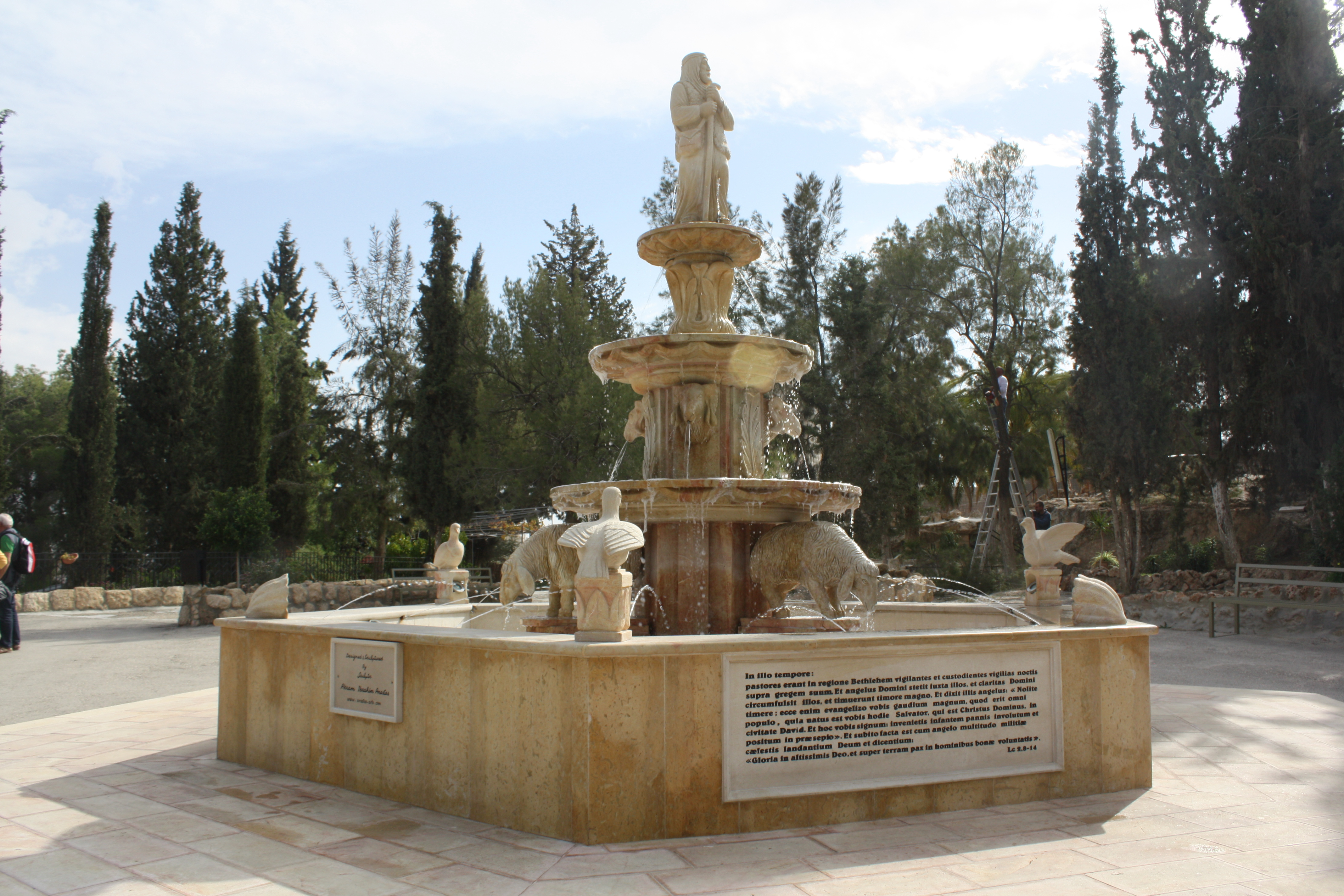
Kašna pastýřů
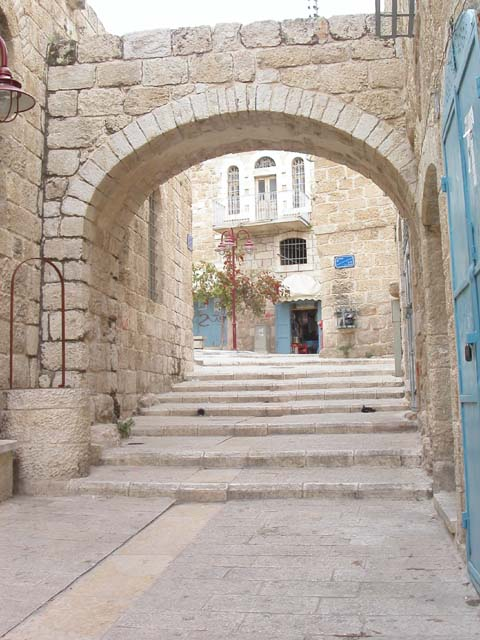
Ulice s bránou

## Partnerská města
- Manáma, Bahrajn
- Roman, Francie
- Vaulx-en-Velin, Francie
- Clichy, Francie
- Concón, Chile
- San Fernando, Chile
- Anghiari, Itálie
- Fiorenzuola d'Arda, Itálie
- Laconi, Itálie
- Montesarchio, Itálie
- Provincie Piacenza, Itálie
- Quattro Castella, Itálie
- Rimini, Itálie
- Mira, Itálie
- Fuheis, Jordánsko
- Dauhá, Katar
- Utena, Litva
- Xanten, Německo
- Opsterland, Nizozemsko
- Tralee, Irsko